# Orthostichopsis tenuis
Orthostichopsis tenuis är en bladmossart som beskrevs av Brotherus 1906. Orthostichopsis tenuis ingår i släktet Orthostichopsis och familjen Pterobryaceae. Inga underarter finns listade i Catalogue of Life.